# Espiral de Sacks

Espiral de Sacks.

L'espiral de Sacks, proposada per Robert Sacks el 1994, és una variant de l'espiral d'Ulam. Difereix d'aquesta en tres sentits: situa els punts en una espiral d'Arquimedes, i no en l'espiral circular utilitzada per Ulam, situa el zero al centre de l'espiral, i fa una rotació completa per cada quadrat perfecte, mentre que l'espiral d'Ulam en cada rotació avança dos quadrats.
Algunes de les corbes que origina semblen més denses del que seria d'esperar en nombres primers: una d'aquestes corbes, per exemple, conté els nombres de la forma {\displaystyle n^{2}+n+41}, un conegut polinomi que genera molts nombres primers, descobert per Euler el 1774. No es coneix el potencial de predicció de grans nombres primers d'aquesta corba.
Una espiral estretament relacionada, descrita a, situa cada enter a una distància de l'origen igual a la seva arrel quadrada, a una unitat de distància de l'enter anterior. També segueix una espiral d'Arquimedes, però fa menys d'una rotació cada tres quadrats.